# 마더 (2009년 영화)
《마더》(Mother)는 2009년 상반기에 개봉된 대한민국의 스릴러 드라마 영화이다. 봉준호가 감독, 박은교와 공동 각본을 쓰고 김혜자, 원빈이 주연을 맡았으며, 2009년 5월 28일에 영화관에 개봉되어 300만을 돌파하며 흥행 영화로 거듭났다. 2009년 프랑스 칸 국제영화제 주목할만한 시선 부문에 공식 초청되어 봉준호 감독과 김혜자, 원빈이 제작진과 출연진 자격으로 레드카펫을 밞았다. 2010년 제82회 미국 아카데미 시상식 외국어영화상 부문의 한국 출품작으로 선정됐다. 또한 미국 골든글로브 시상식 외국어영화상 1차후보로 선정되었지만 최종 후보에서 고배를 마셨다. 한국영화 최초로 미국 스피릿어워드 외국영화상 후보에 오르기도 했다.
또한 2011년 미국 보스톤, 샌프란스시코 등 다수 영화비평가협회에서 한국영화로는 최초로 최우수 외국영화상을 수상하였고, LA영화비평가협회에서는 주연인 김혜자가 한국배우로써는 최초로 주연상을 수상하는 쾌거를 이뤄냈다.

## 줄거리
약재상 일을 나는 혜자(김혜자). 그녀가 사는 낙은 아들 도준(원빈)이 전부다. 육체적인 나이는 28살이지만 어린애처럼 어수룩하고 사고를 많이 치는 철부지 청년인 도준때문에 혜자는 한시도 아들 곁에서 눈을 뗄수 없었다. 그러던 어느날, 마을에 한 소녀가 살해당하는 사건이 일어났다. 이후 경찰조사가 시작됐는데 놀랍게도 도준이 가담됐다는 정황이 밝혀졌고 도준은 손쓸틈도 없이 살인혐의로 체포당해 구치소에 수감됐다. 아들이 살인자라는걸 믿을 수 없었던 혜자는 아들의 결백을 증명하기 위해 백방으로 뛰어다니지만 경찰은 사건을 종결시켜 버렸고 애써 데려온 변호사는 돈만 밝히기 일쑤였다. 결국 혜자는 자신이 직접 나서기로 한다.

## 등장 인물

### 주요 인물
- 엄마 (김혜자)

영화의 주인공. 약재상을 하고 있으며 사는 낙은 아들 도준이 전부다. 어느날, 도준이 살인혐의로 수갑이 채워져 연행되자 아들의 결백을 밝혀내기 위해 백방으로 뛰어다니게 된다.
- 윤도준 (원빈)

영화의 남주인공. 육체적인 나이는 28살이지만 지능이 낮아 하는 행동이 어린아이처럼 어수룩해서 사고를 많이 친다. 어느날, 마을에서 벌어진 살인사건 용의자로 체포됐다.
- 진태 (진구)

도준의 불량배 친구. 날마다 도준을 사고치는 일에 끌어들이는 통에 혜자는 아들이 진태와 어울리는걸 좋아하지 않지만 본인은 아랑곳 하지 않고 날마다 준석과 어울린다.
- 문아정 (문희라)

치매 할머니와 둘이서 사는 여학생. 어느날, 누군가에게 살해당한채 건물 난간에 매달려 있는 시체로 발견됐다.

### 주변 인물
- 윤제문 - 제문 역
- 전미선 - 미선 역
- 송새벽 - 세팍타크로 형사 역
- 이영석 - 고물상 노인 역
- 천우희 - 진태 여자친구, 미나 역
- 김병순 - 반장 역
- 여무영 - 공석호 변호사 역
- 정영기 - 남고생 깡마 역
- 고규필 - 남고생 뚱뚱 역
- 이미도 - 여고생 흉터 역
- 김진구 - 아정 할머니 역
- 임형국 - 현장검증 기자 역
- 이정은 - 화장터 안경 쓴 아정 친척 역

## O.S.T
1. 춤 Prolog
2. 복수?
3. 눈망울
4. 축제
5. 혈흔 행진곡
6. 고양이 소리
7. 부서진 우산 (Ver. 2)
8. 부서진 우산
9. 질주
10. 살떡소녀?
11. 마더 – 나무 한 그루
12. 미행, 어둠 그리고 진실
13. 심연
14. Unveil
15. 그날 밤
16. 꿈
17. 울지마
18. 마더 – 도준의 선물
19. 춤 Epilog
20. 축제 (Full Ver.)

## 수상 내역
국외
- 미국 캔자스시티비평가협회 최우수 외국영화상
- 미국 센트럴오하이오비평가협회 최우수 외국영화상
- 미국 온라인영화비평가협회 최우수 외국어영화상
- 미국 여성영화비평가협회 최우수 외국영화상
- 미국 남동부영화비평가협회 최우수 외국영화상
- 미국 샌프란시스코영화비평가협회 최우수 외국영화상
- 미국 보스톤영화비평가협회 최우수 외국영화상
- 미국 LA영화비평가협회 여우주연상 (김혜자)
- 제24회 마르델플라타 영화제 시그니스상
- 미국 산타바바라영화제 이스트 미츠 웨스트 시네마상
- 제28회 뮌헨 국제영화제 Arri-Zeiss 상
- 일본 닛칸스포츠영화상 외국작품상
- 중국 금계백화영화제 외국영화부문 최우수 여우주연상 (김혜자)
- 제6회 두바이국제영화제 아시아-아프리카 장편극 영화부문 각본상
- 제3회 아시아태평양스크린어워즈 여우주연상 (김혜자)
- 제4회 아시안 필름 어워드
  - 최우수 작품상
  - 최우수 각본상
  - 여우주연상 (김혜자)

국내
- 청룡영화상
  - 최우수 작품상
  - 조명상
  - 남우조연상 (진구)
- 부일영화상
  - 최우수작품상
  - 촬영상
  - 음악상 (이병우)
  - 여우주연상 (김혜자)
- 부산영화평론가협회상 시상식
  - 최우수작품상
  - 촬영상
  - 여우주연상 (김혜자)
- 대종상영화제
  - 남우조연상 (진구)
- 한국영화평론가협회상 시상식
  - 최우수작품상
  - 각본상
  - 여우주연상 (김혜자)
- 한국여성영화인축제 올해의 여성영화인 연기상 (김혜자)
- 맥스무비 최고의 영화상 최고의 여자배우상 (김혜자)
- 디렉터스컷어워드 올해의 여자연기자상 (김혜자)
- 영화전문기자 선정 '올해의 영화상' 여우주연상 (김혜자)
- 제7회 한국대중음악상 시상식 최우수 영화 음악(OST)부분 (이병우)

그외 초청
- 칸국제영화제 비경쟁부문(주목할만한 시선) 공식 초청
- 산세바스티안국제영화제 공식 경쟁부문 공식 초청
- 영국 일간지 가디언선정한 올해의 여자 배우 톱10 선정(김혜자)
- 캐나다 토론토영화비평가협회 최우수 외국영화상 부문 2위
- 미국 영화잡지 필름 코멘트 선정 올해의 영화 베스트 11
- 미국 월스트리트저널(WSJ)의 유명 영화평론가 조 모건스턴 선정 '올해 최고의 영화 10편'
- 미국 무비폰 선정 '올해의 영화 톱50'
- 미국 영화전문 웹사이트 인디와이어 선정 '올해의 작품상 8위', '올해의 배우 5위(김혜자)' , '올해의 각본 5위'
- 미국 LA영화비평가협회 최우수 외국영화상 부문 2위
- 미국 시네퀘스트영화제 폐막작 선정
- 미국 스피릿어워드 외국영화상 후보 선정
- 미국 그린 플래닛 영화 시상식 최우수 외국영화 선정
- 일본 키네마준보 선정 최고 외국영화 2위
- 토론토 국제영화제 Specail Presentations 공식 초청
- 뉴욕영화제 공식 초청
- 로테르담 국제영화제 Spectrum 공식 초청
- 뭰헨 국제영화제 Focus on the Far East 공식 초청
- 더블린 국제영화제 공식 초청
- 상하이 국제영화제 Official Selection 초청
- 서울국제여성영화제 오픈시네마 초청
- 이스탄불 국제영화제 From the World of Festivals 공식 초청
- 팜스프링스 국제영화제 최우수 외국영화 선정
- 포틀랜드 국제 영화제 Oscar Submissions 공식 초청
- AFI 영화제 월드시네마 공식 초청
- BFI 런던 국제 영화제 Film on the Square 공식 초청
- 뉴욕아시안아메리칸 국제영화제 Female Directors/Women’s Interest/Asia 공식 초청
- 뉴질랜드영화제 Big Nights 공식 초청
- 리오데자네이로 국제 영화제 Panorama do Cinema Mundial 공식 초청
- 마델플라타 국제 영화제 International Competition 공식 초청
- 멜버른국제영화제 Neighbourhood Watch 공식 초청
- 벤쿠버 국제영화제 Dragons and Tigers - The Cinema of East Asia 공식 초청
- 산세바스찬 국제 영화제 Zabaltegi-Pearl 공식 초청
- 상파울로 국제영화제 International Perspective 공식 초청
- 스톡홀름 국제영화제 Asian Images 공식 초청
- 시카고 국제 영화제 After Dark 공식 초청
- 웰링턴국제영화제 Big Nights 공식 초청
- 카를로비 바리 국제 영화제 Open Eyes 공식 초청
- 하와이 국제 영화제 Opening Night / Spotlight on Korea 공식 초청